# Edwards Engineering
Die Edwards Engineering Company war ein US-amerikanischer Automobilhersteller, der zwischen 1949 und 1955 in San Francisco (Kalifornien) ansässig war. Gründer war Sterling H. Edwards.

## Beschreibung
Bereits 1950 hatte Edwards mit einem R-26 Special Sport Roadster genannten Einzelstück den ersten Preis am
Pebble Beach Concours d’Elegance gewonnen.
1954 wurde zunächst ein Prototyp des fünfsitzigen Cabriolets gebaut. Der schwere und luxuriöse Wagen war mit einem V8-Motor von Oldsmobile ausgestattet. Der Radstand betrug 2718 mm und die GFK-Karosserie war 4547 mm lang. Anschließend baute man das Serienmodell mit einem obengesteuerten V8-Motor von Lincoln. Das 5195 cm³ große Aggregat lieferte 205 bhp (151 kW) bei 4200 min−1. Der Preis des 2,8 to. schweren Edwards lag bei US$ 4995,–. Nur zwei Exemplare wurden verkauft.
1955 kam ein überarbeitetes Modell heraus, das ein V8-Motor von Cadillac antrieb. Aus 5426 cm³ zog es 250 bhp (184 kW) bei 4600 min−1. Der Preis war auf US$ 7800,– gestiegen und in diesem letzten Produktionsjahr wurden drei Autos verkauft.
Insgesamt wurden sechs Fahrzeuge verkauft.